# Piekło 1943 roku
Piekło 1943 roku (alb. Skëterrë '43) – albański film fabularny z roku 1980 w reżyserii Rikarda Ljarji.

## Opis fabuły
Akcja filmu rozgrywa się w roku 1943, w jednym z faszystowskich obozów koncentracyjnych na terenie Albanii. Więźniowie planują bunt, chcąc przeciwstawić się terrorowi. Na jego czele stają Hekuran, Arian, Mira i Shpresa. Udaje im się nawiązać kontakt z ruchem oporu działającym poza obozem.
Film realizowano w Lezhy.

## Obsada
- Mario Ashiku jako Pariani
- Violeta Dede jako Shpresa
- Ariana Dosti jako Mira
- Xhevdet Ferri jako Arian
- Birçe Hasko jako Syrja
- Drini Hila jako Hekuran
- Sheri Mita jako Espozito
- Piro Qiqi jako malarz
- Agim Qirjaqi jako profesor
- Ferdinand Radi jako kapitan
- Ndrek Shkjezi jako Kiço
- Muhamet Shehi jako więzień
- Rikard Ljarja jako Andrea
- Sulejman Dibra
- Liza Hajati
- Leka Sefla
- Grigor Stavri
- Fitnete Tiço
- Vangjel Toçe
- Jorgaq Tushe